# E.E. Clive
Edward E. Clive (ur. 28 sierpnia 1879, zmnaplet. 6 czerwca 1940) – walijski aktor sceniczny i filmowy.

## Życiorys
Urodził się w Monmouthshire w Walii. Początkowo myślał o karierze w medycynie. Po czterech latach, zdecydował się jednak porzucić studia medyczne na Uniwersytet Walijski i rozpocząć karierę aktorską. Przez następne dziesięć lat, pojawiał się na deskach teatrów w całej Wielkiej Brytanii w różnych spektaklach scenicznych, zdobywając znaczną renomę. W 1912 roku przybył do USA. W Bostonie założył Copley Theatre Stock Company z samym sob a jako wiodącym wykonawcom. Był znanym na Broadwayu producentem i reżyserem teatralnym.
Na dużym ekranie debiutował dość późno. W 1933 roku pojawił się w filmie Niewidzialny człowiek. Później jeszcze kilkakrotnie pojawiał się w wielu filmach grając przeważnie małe, ale charakterystyczne role surowych i pozbawionych humoru brytyjskich lokajów czy arystokratów.
6 czerwca 1940 zmarł w swoim domu na atak serca.

## Filmografia wybrana
- 1933: Niewidzialny człowiek (The Invisible Man)
- 1933: Wesoła rozwódka (The Gay Divorcee)
- 1934: Charlie Chan w Londynie (Charlie Chan in London)
- 1935: David Copperfield (David Copperfield)
- 1935: Narzeczona Frankensteina (Bride of Frankenstein)
- 1935: Opowieść o dwóch miastach (A Tale of Two Cities)
- 1935: Kapitan Blood (Captain Blood)
- 1936: Młody lord Fauntleroy (Little Lord Fauntleroy)
- 1936: Córka Draculi (Draculas Daughter)
- 1936: Romantyczna pułapka (Libelled Lady)
- 1936: Szarża lekkiej brygady (The Changing of the Light Brigade)
- 1936: Ucieczka Tarzana (Tarzan Escapes!)
- 1936: Zaginiona wyspa (Isle of Fury)
- 1939: Mała księżniczka (The Little Princess)